# Eleocarpàcies
Eleaocarpàcia (Elaeaocarpaceae) és una família de plantes amb flors. Aproximadament consta de 605 espècies d'arbres i arbusts en 12 gèneres. El gènere més gran és Elaeocarpus, amb 350 espècies, i Sloanea, amb uns 150.
La majoria d'espècies d'Elaeocarpaceae són tropicals i subtropicals amb poques espècies en clima temperat. La majoria tenen les fulles persistents. Es troben a Madagascar, sud-est d'Àsia, Malàisia, est d'Austràlia, Nova Zelanda, Carib i Xile.
Les plantes són hermafrodites o dioiques i floreixen en inflorescències.